# Feissons-sur-Isère
Feissons-sur-Isère – miejscowość i gmina we Francji, w regionie Owernia-Rodan-Alpy, w departamencie Sabaudia. W 2016 roku populacja ówczesnej gminy wynosiła 586 mieszkańców. 
Dnia 1 stycznia 2019 roku połączono trzy wcześniejsze gminy: Bonneval, Feissons-sur-Isère oraz La Léchère. Siedzibą gminy została miejscowość La Léchère, a nowa gmina przyjęła jej nazwę. 